# Shinsadong Tiger
Lee Ho Yang (em coreano:  이호양), mais conhecido pelo seu nome artístico Shinsadong Tiger (em coreano:  신사동호랭이 Shinsadong Horaengi) foi um produtor musical e compositor sul-coreano. Mesmo depois de estrear em 2001 com a idade de 18 anos (19 na idade coreana), ele trabalhou em muitos biscates para financiar sua carreira musical. Ele tornou-se uma figura proeminente na indústria da música pop coreana e é responsável por uma série de canções populares. Em 2010, ele foi nomeado como "Produtor da Nova Geração" no 18º Korean Culture Entertainment Awards, e em 2011 foi destacado como uma das figuras mais influentes na indústria musical sul-coreana pelo OSEN. Lee fundou sua própria gravadora, a AB Entertainment, na qual ele estreou seu próprio girl group chamado EXID.

## Morte
Tiger morreu em 23 de fevereiro de 2024, aos quarenta anos.

## Discografia

### Singles digitais
- 2011: Supermarket – The Half (creditado ao BEAST)
- 2011: Super Hero (Shinsadong Tiger e Mighty Mouth)

## Prêmios
| Ano  | Obra indicada             | Prêmio                       | Categoria                | Resultado |
| ---- | ------------------------- | ---------------------------- | ------------------------ | --------- |
| 2008 | "One More Time" (Jewelry) | Golden Disk Awards           | Digital Daesang          | Venceu    |
| 2009 | "Hot Issue" (4Minute)     | Cyworld Digital Music Awards | Rookie do Mês — Junho    | Venceu    |
| 2009 | "Mystery" (BEAST)         | Cyworld Digital Music Awards | Rookie do Mês — Dezembro | Venceu    |
| 2011 | "HuH" (4Minute)           | Seoul Music Awards           | Bonsang Award            | Venceu    |
| 2011 | "Soom" (BEAST)            | Seoul Music Awards           | Bonsang Award            | Venceu    |
| 2011 | "Shock" (BEAST)           | Seoul Music Awards           | Bonsang Award            | Venceu    |
| 2011 | "Fiction" (BEAST)         | KBS Music Festival           | Canção do Ano            | Venceu    |
| 2011 | "Mirror Mirror" (4Minute) | Golden Disk Awards           | Digital Bonsang Award    | Venceu    |
| 2011 | Fiction and Fact (BEAST)  | Golden Disk Awards           | Disk Bonsang Award       | Venceu    |